# Love You More
Love You More is de tweede single van Racoons album Another Day. Het nummer werd in 2005 uitgebracht als single en behaalde langzaamaan een hoge positie in zowel de Nederlandse Top 40 als de Single Top 100. Bovendien was de plaat in week 27 van 2005 de 632e Megahit op 3FM.
In 2006 werd het nummer door dj Armin van Buuren opnieuw uitgebracht in een dance-versie, ook deze plaat bereikte zowel de Nederlandse Top 40 als de Single Top 100 en werd Dancesmash op Radio 538.

## Hitnotering Racoon

### Nederlandse Top 40
| Hitnotering: 23-07-2005 t/m 24-12-2005 | Hitnotering: 23-07-2005 t/m 24-12-2005 | Hitnotering: 23-07-2005 t/m 24-12-2005 | Hitnotering: 23-07-2005 t/m 24-12-2005 | Hitnotering: 23-07-2005 t/m 24-12-2005 | Hitnotering: 23-07-2005 t/m 24-12-2005 | Hitnotering: 23-07-2005 t/m 24-12-2005 | Hitnotering: 23-07-2005 t/m 24-12-2005 | Hitnotering: 23-07-2005 t/m 24-12-2005 | Hitnotering: 23-07-2005 t/m 24-12-2005 | Hitnotering: 23-07-2005 t/m 24-12-2005 | Hitnotering: 23-07-2005 t/m 24-12-2005 | Hitnotering: 23-07-2005 t/m 24-12-2005 | Hitnotering: 23-07-2005 t/m 24-12-2005 | Hitnotering: 23-07-2005 t/m 24-12-2005 | Hitnotering: 23-07-2005 t/m 24-12-2005 | Hitnotering: 23-07-2005 t/m 24-12-2005 | Hitnotering: 23-07-2005 t/m 24-12-2005 | Hitnotering: 23-07-2005 t/m 24-12-2005 | Hitnotering: 23-07-2005 t/m 24-12-2005 | Hitnotering: 23-07-2005 t/m 24-12-2005 | Hitnotering: 23-07-2005 t/m 24-12-2005 | Hitnotering: 23-07-2005 t/m 24-12-2005 | Hitnotering: 23-07-2005 t/m 24-12-2005 | Hitnotering: 23-07-2005 t/m 24-12-2005 |
| Week:                                  | 1                                      | 2                                      | 3                                      | 4                                      | 5                                      | 6                                      | 7                                      | 8                                      | 9                                      | 10                                     | 11                                     | 12                                     | 13                                     | 14                                     | 15                                     | 16                                     | 17                                     | 18                                     | 19                                     | 20                                     | 21                                     | 22                                     | 23                                     |                                        |
| -------------------------------------- | -------------------------------------- | -------------------------------------- | -------------------------------------- | -------------------------------------- | -------------------------------------- | -------------------------------------- | -------------------------------------- | -------------------------------------- | -------------------------------------- | -------------------------------------- | -------------------------------------- | -------------------------------------- | -------------------------------------- | -------------------------------------- | -------------------------------------- | -------------------------------------- | -------------------------------------- | -------------------------------------- | -------------------------------------- | -------------------------------------- | -------------------------------------- | -------------------------------------- | -------------------------------------- | -------------------------------------- |
| Positie:                               | 32                                     | 23                                     | 11                                     | 8                                      | 5                                      | 5                                      | 5                                      | 3                                      | 3                                      | 3                                      | 3                                      | 7                                      | 9                                      | 11                                     | 13                                     | 14                                     | 15                                     | 17                                     | 22                                     | 22                                     | 23                                     | 27                                     | 32                                     | uit                                    |

### NederlandseSingle Top 100
| Hitnotering: 02-07-2005 t/m 04-02-2006 | Hitnotering: 02-07-2005 t/m 04-02-2006 | Hitnotering: 02-07-2005 t/m 04-02-2006 | Hitnotering: 02-07-2005 t/m 04-02-2006 | Hitnotering: 02-07-2005 t/m 04-02-2006 | Hitnotering: 02-07-2005 t/m 04-02-2006 | Hitnotering: 02-07-2005 t/m 04-02-2006 | Hitnotering: 02-07-2005 t/m 04-02-2006 | Hitnotering: 02-07-2005 t/m 04-02-2006 | Hitnotering: 02-07-2005 t/m 04-02-2006 | Hitnotering: 02-07-2005 t/m 04-02-2006 | Hitnotering: 02-07-2005 t/m 04-02-2006 | Hitnotering: 02-07-2005 t/m 04-02-2006 | Hitnotering: 02-07-2005 t/m 04-02-2006 | Hitnotering: 02-07-2005 t/m 04-02-2006 | Hitnotering: 02-07-2005 t/m 04-02-2006 | Hitnotering: 02-07-2005 t/m 04-02-2006 | Hitnotering: 02-07-2005 t/m 04-02-2006 |
| Week:                                  | 1                                      | 2                                      | 3                                      | 4                                      | 5                                      | 6                                      | 7                                      | 8                                      | 9                                      | 10                                     | 11                                     | 12                                     | 13                                     | 14                                     | 15                                     | 16                                     | 17                                     |
| -------------------------------------- | -------------------------------------- | -------------------------------------- | -------------------------------------- | -------------------------------------- | -------------------------------------- | -------------------------------------- | -------------------------------------- | -------------------------------------- | -------------------------------------- | -------------------------------------- | -------------------------------------- | -------------------------------------- | -------------------------------------- | -------------------------------------- | -------------------------------------- | -------------------------------------- | -------------------------------------- |
| Positie:                               | 66                                     | 41                                     | 24                                     | 31                                     | 30                                     | 20                                     | 11                                     | 11                                     | 8                                      | 7                                      | 9                                      | 5                                      | 4                                      | 7                                      | 8                                      | 11                                     | 14                                     |
| Week:                                  | 18                                     | 19                                     | 20                                     | 21                                     | 22                                     | 23                                     | 24                                     | 25                                     | 26                                     | 27                                     | 28                                     | 29                                     | 30                                     | 31                                     | 32                                     |                                        |                                        |
| Positie:                               | 19                                     | 26                                     | 34                                     | 40                                     | 54                                     | 57                                     | 59                                     | 67                                     | 63                                     | 55                                     | 66                                     | 65                                     | 67                                     | 74                                     | 81                                     | uit                                    |                                        |

### NPO Radio 2 Top 2000
| Nummer met noteringen in de NPO Radio 2 Top 2000 | '05 | '06 | '07 | '08 | '09 | '10 | '11 | '12 | '13 | '14 | '15 | '16 | '17 | '18 | '19 | '20 | '21 | '22 | '23 | '24 |
| ------------------------------------------------ | --- | --- | --- | --- | --- | --- | --- | --- | --- | --- | --- | --- | --- | --- | --- | --- | --- | --- | --- | --- |
| Love You More                                    | 195 | 106 | 305 | 294 | 172 | 203 | 191 | 117 | 101 | 109 | 116 | 133 | 143 | 186 | 233 | 181 | 215 | 235 | 251 | 199 |

1. ↑  Een vetgedrukt getal geeft de hoogste notering aan.
2. ↑  2005 was het eerste jaar met een notering voor dit nummer.

## Hitnotering Armin van Buuren featuring Racoon

### Nederlandse Top 40
| Hitnotering: 30-09-2006 t/m 28-10-2006 | Hitnotering: 30-09-2006 t/m 28-10-2006 | Hitnotering: 30-09-2006 t/m 28-10-2006 | Hitnotering: 30-09-2006 t/m 28-10-2006 | Hitnotering: 30-09-2006 t/m 28-10-2006 | Hitnotering: 30-09-2006 t/m 28-10-2006 | Hitnotering: 30-09-2006 t/m 28-10-2006 |
| Week:                                  | 1                                      | 2                                      | 3                                      | 4                                      | 5                                      |                                        |
| -------------------------------------- | -------------------------------------- | -------------------------------------- | -------------------------------------- | -------------------------------------- | -------------------------------------- | -------------------------------------- |
| Positie:                               | 31                                     | 24                                     | 24                                     | 32                                     | 36                                     | uit                                    |

### NederlandseSingle Top 100
| Hitnotering: 16-09-2006 t/m 23-12-2006 | Hitnotering: 16-09-2006 t/m 23-12-2006 | Hitnotering: 16-09-2006 t/m 23-12-2006 | Hitnotering: 16-09-2006 t/m 23-12-2006 | Hitnotering: 16-09-2006 t/m 23-12-2006 | Hitnotering: 16-09-2006 t/m 23-12-2006 | Hitnotering: 16-09-2006 t/m 23-12-2006 | Hitnotering: 16-09-2006 t/m 23-12-2006 | Hitnotering: 16-09-2006 t/m 23-12-2006 | Hitnotering: 16-09-2006 t/m 23-12-2006 | Hitnotering: 16-09-2006 t/m 23-12-2006 | Hitnotering: 16-09-2006 t/m 23-12-2006 | Hitnotering: 16-09-2006 t/m 23-12-2006 | Hitnotering: 16-09-2006 t/m 23-12-2006 | Hitnotering: 16-09-2006 t/m 23-12-2006 | Hitnotering: 16-09-2006 t/m 23-12-2006 | Hitnotering: 16-09-2006 t/m 23-12-2006 |
| Week:                                  | 1                                      | 2                                      | 3                                      | 4                                      | 5                                      | 6                                      | 7                                      | 8                                      | 9                                      | 10                                     | 11                                     | 12                                     | 13                                     | 14                                     | 15                                     |                                        |
| -------------------------------------- | -------------------------------------- | -------------------------------------- | -------------------------------------- | -------------------------------------- | -------------------------------------- | -------------------------------------- | -------------------------------------- | -------------------------------------- | -------------------------------------- | -------------------------------------- | -------------------------------------- | -------------------------------------- | -------------------------------------- | -------------------------------------- | -------------------------------------- | -------------------------------------- |
| Positie:                               | 65                                     | 26                                     | 23                                     | 31                                     | 38                                     | 28                                     | 46                                     | 41                                     | 45                                     | 45                                     | 61                                     | 56                                     | 61                                     | 74                                     | 86                                     | uit                                    |